# Teresa Andrés Zamora
Teresa Andrés Zamora (* 27. Februar 1907 in Villalba de los Alcores; † 5. Juli 1946 in Paris) war eine spanische Bibliothekarin. Wegen ihrer kommunistischen Überzeugung musste sie 1939 Spanien verlassen und ins Exil nach Frankreich gehen, wo sie 1946 an Leukämie starb.

## Biographie
Teresa Andrés Zamora war das älteste von sechs Kindern (zwei Mädchen und vier Jungen) der Lehrerin María del Pilar Zamora García und des Arztes Diógenes Andrés Rueda. Sie wuchs in Cevico de la Torre in der Provinz Palencia auf. Sie studierte in Valencia für das Lehramt und promovierte in Philosophie und Literaturgeschichte an der Universität Complutense Madrid. Von 1928 bis 1932 lebte sie in der Residencia de Señoritas, einem Zentrum für weibliche Studenten, das von der Frauenrechtlerin María de Maeztu gegründet worden war. Im Jahr 1929 trat sie in die archäologische Abteilung des Centro de Estudios Históricos ein.
1931 erlangte Andrés bei der Auswahlprüfung für den Fachbereich der Archivare, Bibliothekare und Archäologen im Staatsdienst die höchste Punktzahl und wurde zunächst dem Archäologischen Museum von León zugeteilt. Ende September desselben Jahres wurde sie jedoch beauftragt, die Archivbestände des Palacio Real in Madrid zu reorganisieren. Mit einem Stipendium der Junta para Ampliación de Estudios (JAE) setzte sie 1932 und 1933 ihre Studien in Deutschland fort – unter anderem im Pergamonmuseum – und kehrte nach einem weiteren Studienaufenthalt in London auf ihren Posten im Palacio Nacional zurück, wie das Gebäude während der Zweiten Republik genannt wurde. Unter der Betreuung von Manuel Gómez-Moreno schrieb sie an ihrer Doktorarbeit zur spanischen Schmiedekunst.
1936 heiratete Teresa Andrés den Wissenschaftler und Schriftsteller Emilio Gómez Nadal, einen der Gründer der Partido Comunista de España (PCE), und auch sie selbst war überzeugte Kommunistin. Sie bekamen zwei Söhne: Vicente (* 1938) und Antonio (* 1941). Während der Spanischen Republik leitete sie zusammen mit Juan Vicens de la Llave die Organisation von Volksbibliotheken und war Delegierte des Ministeriums für öffentliche Bildung in Valencia. 1939, nach der Niederlage der Republikaner im Spanischen Bürgerkrieg, wurde sie aufgrund der Anordnung des Ministeriums für nationale Bildung vom 13. Juni 1939 (BOE Nr. 174) wegen ihrer politischen Einstellung entlassen. Sie floh zunächst nach Belgien, wo sie in der Wallonie das Heim Hogar de Limelette für exilierte spanische Kinder leitete. Ihr Vater und ihr Bruder Dionisio wurden 1936 von Nationalisten erschossen, ihre Brüder Mariano und Troadio kämpften in der Armee der Republikaner. Mariano fiel 1938 in der Ebroschlacht, Troadio (1908–1998) wurde als „Kriegsgefangener“ inhaftiert. Ihre Mutter Pilar wurde aus dem Schuldienst entlassen.
Nach der Schließung des Heimes in Belgien im Dezember 1939 ging Andrés nach Paris, wo sich auch ihr Mann aufhielt, der eine führende Position im Servicio de Evacuación de Refugiados Españoles (SERE) innehatte. Geplant war eine Auswanderung mit einer Gruppe weiterer spanischer Exilanten nach Mexiko, was der Ausbruch des Zweiten Weltkriegs verhinderte. Daraufhin engagierten sich Teresa Andrés und Emilio Gómez Nadal sich in Frankreich in der Résistance. Ihre Söhne brachten sie zur Großmutter nach Spanien in Sicherheit, wo Vicente 1943 im Alter von fünf Jahren an Meningitis starb.  Im Februar 1944 wurde Teresa Andrés von Marcel Bataillon engagiert, um einen Katalog von spanischer Literatur in Pariser Bibliotheken zu erstellen. Im November 1945 nahm sie gemeinsam mit Victoria Kent und Dolores Ibárruri (La Pasionaria) am Gründungskongress der Internationalen Demokratischen Frauenföderation in Paris teil. Sie starb 1946 im Alter von 39 Jahren im Hôpital Cochin in Paris an Leukämie.
2013 veröffentlichte ihr Sohn Antonio Gómez Andrés das Buch Teresa Andrés. Biografía über das Leben seiner Mutter und das Schicksal seiner Familie.